# Ryker Evans
Ryker Garth Evans, född 13 december 2001, är en kanadensisk professionell ishockeyback som är kontrakterad till Seattle Kraken i National Hockey League (NHL) och spelar för Coachella Valley Firebirds i American Hockey League (AHL).
Han har tidigare spelat för Regina Pats i Western Hockey League (WHL).
Evans draftades av Seattle Kraken i andra rundan i 2021 års draft som 35:e spelare totalt.

## Statistik
| 2014–2015  | CRAA Blue U15              |            | 30  | 4  | 12  | 16  | 0   | —  | — | —  | —  | —  |
|            | Calgary Royals U15         | AMBHL      | 2   | 0  | 3   | 3   | 0   | —  | — | —  | —  | —  |
| 2015–2016  | Calgary Royals U15         | AMBHL      | 36  | 3  | 16  | 19  | 28  | 2  | 1 | 0  | 1  | 2  |
|            | CRAA Blue U16              | AMMHL      | 5   | 0  | 4   | 4   | 6   | 1  | 1 | 2  | 3  | 2  |
| 2016–2017  | CRAA Blue U16              | AMMHL      | 36  | 4  | 23  | 27  | 68  | 4  | 0 | 5  | 5  | 4  |
| 2017–2018  | Notre Dame Hounds U18      | SMAAAHL    | 41  | 4  | 16  | 20  | 58  | 9  | 1 | 0  | 1  | 14 |
| 2018–2019  | Regina Pats                | WHL        | 45  | 1  | 10  | 11  | 32  | —  | — | —  | —  | —  |
| 2019–2020  | Regina Pats                | WHL        | 63  | 7  | 24  | 31  | 81  | —  | — | —  | —  | —  |
| 2020–2021  | Regina Pats                | WHL        | 24  | 3  | 25  | 28  | 37  | —  | — | —  | —  | —  |
| 2021–2022  | Regina Pats                | WHL        | 63  | 14 | 47  | 61  | 96  | —  | — | —  | —  | —  |
| 2022–2023  | Coachella Valley Firebirds | AHL        | 71  | 6  | 38  | 44  | 74  | 26 | 5 | 21 | 26 | 26 |
| 2023–2024  | Seattle Kraken             | NHL        | 1   | 0  | 0   | 0   | 0   | —  | — | —  | —  | —  |
|            | Coachella Valley Firebirds | AHL        | 18  | 2  | 6   | 8   | 20  | —  | — | —  | —  | —  |
| NHL totalt | NHL totalt                 | NHL totalt | 1   | 0  | 0   | 0   | 0   | —  | — | —  | —  | —  |
| AHL totalt | AHL totalt                 | AHL totalt | 89  | 8  | 44  | 52  | 94  | 26 | 5 | 21 | 26 | 26 |
| WHL totalt | WHL totalt                 | WHL totalt | 195 | 25 | 106 | 131 | 246 | —  | — | —  | —  | —  |